# Cremnops pectoralis
Cremnops pectoralis är en stekelart som först beskrevs av William Harris Ashmead 1894.  Cremnops pectoralis ingår i släktet Cremnops och familjen bracksteklar. Inga underarter finns listade i Catalogue of Life.